# Värnpliktigt underbefäl
Värnpliktigt underbefäl var en befälskategori som infördes i den svenska krigsmakten 1914. Vid tjänsteställningsreformen 1972 fick denna befälskategori benämningen värnpliktiga gruppchefer.

## Försvarsbeslutet 1901
Genom försvarsbeslutet 1901 avskaffades indelningsverket och en armé byggd på allmän värnplikt infördes. Utbildningstiden var olika beroende på truppslag. Infanteriet, trängen och de till fästningarna hörande artilleriet och ingenjörstrupper hade en första tjänstgöring om 150 dagar, åtföljda av 90 dagars repetitionsövningar. Vid kavalleriet och de för fälttjänst avsedda artiller- och ingenjörsförbanden hade en första tjänstgöring om 281 dagar, till vilket kom 42 dagars repetitionsövningar.

## Försvarsbeslutet 1914
Med försvarsbeslutet 1914 differentierades de värnpliktigas utbildningstid. Studenter och likställda fick liksom underbefäl och fackmän en längre utbildningstid än övriga värnpliktiga. Vid trängen och intendenturtrupperna var utbildningstiden 225 dagar för värnpliktiga i allmän tjänst, vid infanteriet 360 dagar och vid specialtruppslagen 395 dagar. Till värnpliktiga underbefäl och fackmän uttogs cirka 14 procent av årsklassen. De underbefälsuttagna utbildades till gruppchefer, medan fackmännen utbildades till kulsprutemanskap, signalister, kommissarier och sjukvårdsmän. Studenter och likställda innefattade de värnpliktiga som avlagt studentexamen eller erhållit avgångsbetyg från gymnasiets tredje ring eller genomgått en likvärdig utbildning. Dessa skulle utbildas till plutonchefer, eller om de inte var vapenföra, till sjukhusunderofficerare, expeditionsbiträden med mera. Underbefälet och fackmännen hade vid infanteriet en utbildningstid om 420 dagar medan studenter och likställda skulle göra 505 dagar. Efter första världskriget slut beslöts dock 1919 provisoriskt om en ganska kraftig reducering av de värnpliktigas utbildningstid.

## Försvarsbeslutet 1925
Försvarsbeslutet 1925 innebar att de värnpliktigas utbildningstid avsevärt förkortades. Den allmänna värnplikten inskränktes dessutom genom att antalet värnpliktiga som skulle inkallas varje år bestämdes till ett visst antal. En del av den vapenföra årsklassen undantogs därmed från värnpliktstjänstgöring i fredstid. Detta kallades kategoriklyvning. Underbefäl och fackmän utbildningstid fastställdes till sammanlagt 225 dagar vid infanteriet, medan värnpliktiga uttagna till linjetjänst vid infanteriet skulle utbildas under sammanlagt 140 dagar och studenter och likställda under 260 dagar.  En del av de vapenföra värnpliktiga placerades i ersättningsreserven och hade en första tjänstgöring om 140 dagar vilken utgjordes av handräckningstjänst. Den förkortade utbildningstiden enligt detta försvarsbeslut gjorde att de fastställda utbildningsmålen inte kunde uppnås, varken för soldat- eller befälsutbildningen. På grund av utbildningsresultaten hade de flesta studenter och likställda inte kunnat krigsplaceras som plutonchefer.

## Försvarsbeslutet 1936
Försvarsbeslutet 1936 innebar en viss utbyggnad av försvaret, framförallt av flygvapnet. Värnpliktstjänstgöringen genomgick inga större förändringar. Kategoriklyvningen bibehölls liksom uppdelningen av de inkallade värnpliktiga i linjetjänst och ersättningsreserv. I förhållande till 1925 års försvarsbeslut innebar detta beslut en viss förlängning av infanteriets tjänstgöringstid och en överföring av tid från repetitionsövningar till första tjänstgöring. Studenter och likställda hade som tidigare en sammanlagd tjänstgöringstid om 260 dagar. Värnpliktiga i ersättningsreserven och handräckningsvärnpliktiga hade 180 dagar. Underbefäl och fackmän uttogs endast vid infanteriet, trängtrupperna och intendenturtrupperna och skulle göra sammanlagt 225 dagar, medan de i linjetjänst uttagna vid dessa truppslag vilka skulle göra 175 dagar. Vid den förstärkta försvarsberedskapen före och under andra världskriget visade det sig att det värnpliktiga underbefälet utbildade enligt 1925 och 1936 års försvarsbeslut, inte hade förmåga att omedelbart lösa sina uppgifter som gruppchefer i fält. Studenter och likställda däremot hade god förmåga i samma befattning.

## Värnpliktsbeslutet 1941
Redan innan försvarsbeslutet 1942 förlängdes de värnpliktigas tjänstgöringstid avsevärt genom värnpliktsbeslutet 1941. Vanliga värnpliktiga och värnpliktigt underbefäl skulle göra ett års första tjänstgöring, värnpliktig underofficer 18 månader och värnpliktig officer två år. Nittio dagars repetitions- och efterutbildningsövningar tillkom för alla kategorier värnpliktiga. Kategoriklyvning och uppdelning på linjetjänst och ersättningsreserv avskaffades, liksom olika tjänstgöringstid beroende på truppslag. Inga vapenföra tilldelades handräckningstjänst och icke vapenföra skulle ha samma tjänstgöringsskyldighet som vapenföra. Värnpliktigt underbefäl skulle efter en för alla vapenföra värnpliktiga gemensam rekrytskola om sex månader, utbildas till gruppchefer under sex månader parallellt med de till allmän tjänst uttagna värnpliktigas soldatskola. För att fylla mobiliseringsbehovet måste 28 % av årsklassen uttas till underbefäl. Det värnpliktiga befälet skulle genomföra repetitionsövningar i samma utsträckning som de till allmän tjänst uttagna. Vid kustartilleriet skulle värnpliktigt underbefäl uttas efter samma grunder som vid armén. Urvalet av värnpliktigt underbefäl ägde rum genom uttagningsprov vid mönstringen och kort efter inryckningen. Studenter och likställda uttogs till underbefäl utan hänsyn till provresultat.

## Värnpliktsbeslutet 1951
Efter olika provisoriska förkortningar efter andra världskrigets slut, fastställdes 1951 den sammanlagda fredstida tjänstgöringstiden i armén till 394 dagar för värnpliktiga i allmänhet, 444 dagar för underbefälsuttagna och 570 dagar för underofficersuttagna vilket innebar en förlängning i förhållande till provisorierna. Målet för utbildningen av det värnpliktiga underbefälet i armén var, att de omedelbart efter första tjänstgöring var krigsplaceringsbara i sin befattning. Detta hade inte uppnåtts under provisoriets kortare utbildningstid, vilken för det värnpliktiga underbefälet hade varit nio månader. Truppföringsförmågan hade inte varit tillräcklig och den allmänna befälsförmågan varit bristande.  Uttagningen till värnpliktigt underbefäl och värnpliktiga underofficerare var obligatorisk, medan värnpliktiga officerare sedan 1950 endast uttogs efter frivilligt åtagande. Det värnpliktiga underbefälet hade en grundutbildning om 324 dagar följt av 120 dagars befäls- och repetitionsövningar. Genom godkänd frivillig utbildning kunde det värnpliktiga underbefälet bli värnpliktiga underofficerare. Av en årsklass om 36 000 värnpliktiga uttogs 9 000 till underbefälsutbildning och närmare 3000 till officers- och underofficersutbildning. Utbildningspremier utbetalades till de som genomgick dessa utbildningar med godkända resultat.
Vid kustartilleriet uttogs omkring 20 % av årsklassen för utbildning till underbefäl. Alla vapenföra studenter och likställda som tilldelades kustartilleriet uttogs till denna utbildning. Övriga uttogs efter omkring en månad efter att grundutbildningen påbörjats. Det värnpliktiga underbefälets uppgifter var dels som gruppchefer dels som ansvariga för det tekniskt komplicerade materiel som kustartilleriet var utrustat med. Vid flottan ägde direkt uttagning av underbefäl endast rum för kryptotekniker, expeditionsbiträden och väderlekstekniker. Dessutom utbildades till underbefäl radiotelegrafister vilka uttogs genom anlagsprövning under rekrytutbildningen, samt värnpliktiga som avlagt lägre maskinist- eller skepparexamen vid navigationsskola. Mobiliseringsbehov att värnpliktiga underbefäl i sjötjänst fylldes med meniga sjömän vilka efter grundutbildningen förordnades på grund av visad yrkesskicklighet, allmän duglighet och uppförande. Vid flygvapnet användes värnpliktigt befäl endast i luftbevakningsorganisationen. Som underbefäl krigsplacerades de som vid första tjänstgöringen bäst tillägnat sig den grundläggande utbildningen.

## 1960 års befälsordning
Enligt 1960 års befälsordning för armén utbildades underbefälsuttagna värnpliktiga till gruppchefer och ställföreträdande gruppchefer. De förordnades till vicekorpraler efter sju månaders grundutbildning och till korpral efter dess slut. Vid flottan krigsplacerades värnpliktigt underbefäl efter 15 månaders grundutbildning ombord i befattningar för 2. klass sjöman och korpral samt i staber och basförband. De förordnades efter åtta månader till korpraler. Vid kustartilleriet var grundutbildningen 11 ½ månad, och de underbefälsuttagna förordnades efter sju månader till vicekorpral och efter grundutbildningens slut till korpral.
Underbefälsuttagna värnpliktiga vid flygvapnet hade 12 månaders grundutbildning. De utbildades till gruppchefer och förste hjälpmekaniker och förordnades till vicekorpraler efter åtta månaders utbildning och till korpraler efter 10 ½ månad.

## Värnpliktsbeslutet 1966
Värnpliktsutbildningssystem 60 (VU 60) antogs av riksdagen 1966. Underbefälsuttagna hade i armén en första tjänstgöring (grundutbildning) om 345 dagar och efter genomförd repetitionsutbildning en sammanlagd tjänstgöringstid om 470 dagar; underofficersuttagna 450 och 632 dagar; officersuttagna 340 och 722 dagar. Officersutbildningen var frivillig, medan övrig utbildning var obligatorisk.